# Österrike i olympiska sommarspelen 2000
Österrike deltog i de olympiska sommarspelen 2000 med en trupp bestående av 92 deltagare, 55 män och 37 kvinnor, och de tog totalt tre medaljer.

## Medaljer

### Guld
- Christoph Sieber - Segling, mistral
- Roman Hagara och Hans Peter Steinacher - Segling, tornado

### Silver
- Stephanie Graf - Friidrott, 800 m

## Cykling

### Landsväg
Herrarnas tempolopp
- Rene Haselbacher
  1. Final — 1:02:38 (34:e plats)

Herrarnas linjelopp
- Peter Wrolich
  1. Final — 5:30:46 (→ 23:e plats)

- Gerrit Glomser
  1. Final — 5:30:46 (→ 41:e plats)

- Matthias Buxhofer
  1. Final — 5:30:46 (→ 51:e plats)

- Rene Haselbacher
  1. Final — DNF (→ ingen notering)

### Bana
Herrarnas poänglopp
- Franz Stocher
  - Poäbf — 8
  - Varv efter — 1 (→ 6:e plats)

Herrarnas Madison
- Werner Riebenbauer, Roland Garber
  - Final — 10 poäng (→ 5:e plats)

Damernas poänglopp
- Michaela Brunngraber
  - Poäng — 0 (→ 15:e plats)

## Friidrott
Herrarnas 100 meter
- Martin Lachkovics
  1. Omgång 1 — 10.41 (gick inte vidare)
  2. Omgång 2 — 10.44 (gick inte vidare)

Herrarnas 200 meter
- Martin Lachkovics
  1. Omgång 1 — 21 (gick inte vidare)

Herrarnas 110 meter häck
- Elmar Lichtenegger
  1. Omgång 1 — 13.65
  2. Omgång 2 — 13.73
  3. Semifinal — 13.59 (gick inte vidare)

Herrarnas 3 000 meter hinder
- Günther Weidlinger
  1. Omgång 1 — 08:24.07
  2. Final — 08:26.70 (8:e plats)

Herrarnas spjutkastning
- Gregor Hoegler
  1. Kval — 80.89 (gick inte vidare)

Herrarnas maraton
- Michael Buchleitner
  1. Final — 2:19:26 (33:e plats)

Herrarnas tiokamp
- Klaus Ambrosch
  1. 100 m — 11.01
  2. 400 m — 50.23
  3. 100 m häck — 14.92
  4. 1 500 m — 04:40.94
  5. Kula — 15.30
  6. Diskus — 41.22
  7. Spjut — 67.94
  8. Längd — 7.17
  9. Höjd — 1.91
  10. Stav — 4.60

  - Poäng — 7917.00 (18:e plats)

Damernas 100 meter
- Karin Mayr
  1. Omgång 1 — 11.50 (gick inte vidare)

Damernas 200 meter
- Karin Mayr
  1. Omgång 1 — 23.90 (gick inte vidare)

Damernas 800 meter
- Stephanie Graf
  1. Omgång 1 — 01:58.39
  2. Semifinal — 01:57.56
  3. Final — 01:56.64 (Silver)

Damernas 5 000 meter
- Susanne Pumper
  1. Omgång 1 — 15:16.66 (gick inte vidare)

Damernas kulstötning
- Valentina Fedjuschina
  1. Kval — 17.84
  2. Final — 17.14 (12:e plats)

Damernas höjdhopp
- Linda Horvath
  1. Kval — 1.89 (gick inte vidare)

Damernas stavhopp
- Doris Auer
  1. Kval — 4.30
  2. Final — 4.25 (9:e plats)

## Fäktning
Herrarnas florett
- Benny Wendt
- Michael Ludwig

Herrarnas värja
- Oliver Kayser
- Christoph Marik
- Michael Switak

Herrarnas värja, lag
- Oliver Kayser, Christoph Marik, Michael Switak

Damernas värja
- Andrea Rentmeister

## Handboll
Damer
Gruppspel
| Lag        | Pld | W | D | L | GF  | GA  | GD  | Poäng |
| ---------- | --- | - | - | - | --- | --- | --- | ----- |
| Norge      | 4   | 4 | 0 | 0 | 101 | 72  | +29 | 8     |
| Danmark    | 4   | 3 | 0 | 1 | 124 | 83  | +41 | 6     |
| Österrike  | 4   | 2 | 0 | 2 | 131 | 90  | +41 | 4     |
| Brasilien  | 4   | 1 | 0 | 3 | 100 | 133 | -33 | 2     |
| Australien | 4   | 0 | 0 | 4 | 59  | 137 | -78 | 0     |

Slutspel
|  | Kvartsfinaler | Kvartsfinaler |          |       | Semifinaler | Semifinaler |  |  | Final | Final |
|  |               |               |          |       |             |             |  |  |       |       |
|  |               |               |          |       |             |             |  |  |       |       |
|  |               |               |          |       |             |             |  |  |       |       |
|  | Sydkorea      | 35            |          |       |             |             |  |  |       |       |
|  | Sydkorea      | 35            |          |       |             |             |  |  |       |       |
|  | Brasilien     | 24            |          |       |             |             |  |  |       |       |
|  | Brasilien     | 24            | Sydkorea | 29    |             |             |  |  |       |       |
|  |               |               | Sydkorea | 29    |             |             |  |  |       |       |
|  |               | Danmark       | 31       |       |             |             |  |  |       |       |
|  | Frankrike     | Danmark       | 31       | 26    |             |             |  |  |       |       |
|  | Frankrike     |               |          | 26    |             |             |  |  |       |       |
|  | Danmark       | 28            |          |       |             |             |  |  |       |       |
|  | Danmark       | 28            | Danmark  | 31    |             |             |  |  |       |       |
|  |               |               | Danmark  | 31    |             |             |  |  |       |       |
|  |               | Ungern        | 27       |       |             |             |  |  |       |       |
|  | Österrike     | Ungern        | 27       | 27    |             |             |  |  |       |       |
|  | Österrike     |               |          | 27    |             |             |  |  |       |       |
|  | Ungern        | 28            |          |       |             |             |  |  |       |       |
|  | Ungern        | 28            | Ungern   | 28    | Bronsmatch  | Bronsmatch  |  |  |       |       |
|  |               |               | Ungern   | 28    | Bronsmatch  | Bronsmatch  |  |  |       |       |
|  |               | Norge         | 23       |       |             |             |  |  |       |       |
|  | Norge         | Norge         | 23       | 28    | Sydkorea    | 21          |  |  |       |       |
|  | Norge         |               |          | 28    | Sydkorea    | 21          |  |  |       |       |
|  | Rumänien      | 16            |          | Norge | 22          |             |  |  |       |       |
|  | Rumänien      | 16            |          |       | 22          |             |  |  |       |       |
|  |               |               |          |       |             |             |  |  |       |       |
|  |               |               |          |       |             |             |  |  |       |       |

## Kanotsport
Sprint
Damer
Damernas K-1 500 m
- Uschi Profanter
  1. Kvalheat — 01:56,118
  2. Semifinal — 01:55,626
  3. Final — 02:20,598 (8:e plats)

Slalom
Herrar
Herrarnas K-1 slalom
- Helmut Oblinger
  1. Kval — 253,94
  2. Final — 226,45 (4:e plats)

- Manuel Koehler
  1. Kval — 255,79
  2. Final — 226,80 (6:e plats)

Damer
Damernas K-1 slalom
- Violetta Oblinger-Peters
  1. Kval — 308,48
  2. Final — 282,29 (15:e plats)

## Segling
Mistral
- Christoph Sieber
  1. Lopp 1 — 1
  2. Lopp 2 — 2
  3. Lopp 3 — 1
  4. Lopp 4 — (24)
  5. Lopp 5 — 1
  6. Lopp 6 — 10
  7. Lopp 7 — 7
  8. Lopp 8 — (23)
  9. Lopp 9 — 4
  10. Lopp 10 — 5
  11. Lopp 11 — 7
  12. Final — 38 (Guld)

Laser
- Andreas Geritzer
  1. Lopp 1 — 2
  2. Lopp 2 — 11
  3. Lopp 3 — (38)
  4. Lopp 4 — 9
  5. Lopp 5 — 11
  6. Lopp 6 — 7
  7. Lopp 7 — 15
  8. Lopp 8 — 15
  9. Lopp 9 — (44) DNF
  10. Lopp 10 — 5
  11. Lopp 11 — 3
  12. Final — 78 (5:e plats)

Tornado
- Roman Hagara och Hans Peter Steinacher
  1. Lopp 1 — 3
  2. Lopp 2 — 1
  3. Lopp 3 — 2
  4. Lopp 4 — 1
  5. Lopp 5 — 1
  6. Lopp 6 — 4
  7. Lopp 7 — 1
  8. Lopp 8 — 1
  9. Lopp 9 — 2
  10. Lopp 10 — (17) — DNC
  11. Lopp 11 — (17) — DNC
  12. Final — 16 (Guld)

Europajolle
- Denise Cesky
  1. Lopp 1 — 22
  2. Lopp 2 — 22
  3. Lopp 3 — 6
  4. Lopp 4 — 9
  5. Lopp 5 — 15
  6. Lopp 6 — 9
  7. Lopp 7 — 14
  8. Lopp 8 — 16
  9. Lopp 9 — (26)
  10. Lopp 10 — (24)
  11. Lopp 11 — 21
  12. Final — 134 (20:e plats)

## Simhopp
Herrarnas 3 m
- Richard Frece
  1. Kval — 328,68 (31:a plats, gick inte vidare)

Damernas 10 m
- Marion Reiff
  1. Kval — 206,55 (37:e plats, gick inte vidare)

Damernas 10 m
- Anja Richter-Libiseller
  1. Kval — 314,31
  2. Semifinal — 168,78- 483,09
  3. Final — 313,38-482,16 (7:e plats)

Damernas 10 m parhoppning
- Marion Reiff, Anja RichterLib
  1. Final — 294 (4:e plats)

## Triathlon
Herrarnas triathlon
- Johannes Enzenhofer — 1:51:02,48 (→ 29:e plats)